# 博德斯霍爾姆湖

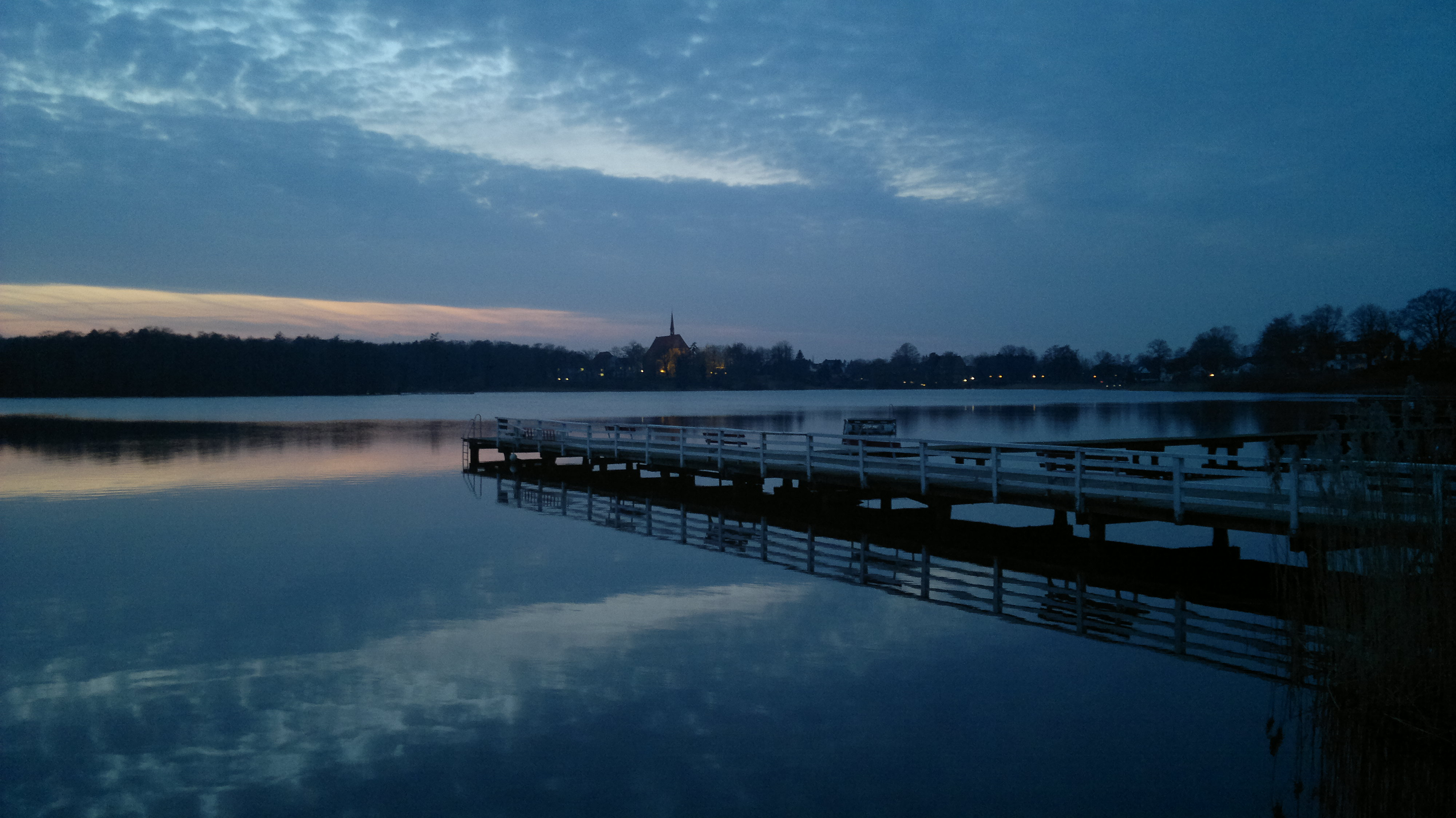

博德斯霍爾姆湖（德語：Bordesholmer See），是德國的湖泊，位於該國北部石勒蘇益格-荷爾斯泰因州，處於博德斯霍爾姆附近，長1.2公里、寬0.8公里，面積0.7平方公里，海拔高度26米，平均水深3.3米，最大水深8.0米，水體容量232萬立方米，湖岸線長度4.9公里。